# Kristina Sabasteanski
Kristina Sabasteanski-Viljanen, née le 1er avril 1969 à Pittsfield (Massachusetts), est une biathlète américaine. 

## Carrière
Sabasteanski obtient son premier résultat significatif avec une vingtième place à l'individuel des Championnats du monde 1996.
Lors des Jeux olympiques, disputés à Nagano au Japon, elle est 33e du sprint et 15e du relais. La même année, elle se classe neuvième du sprint de Coupe du monde à Pokljuka.
Aux Jeux olympiques de Salt Lake City en 2002, sa dernière compétition internationale, elle est 55e de l'individuel et 15e du relais.

## Palmarès

### Jeux olympiques
| Épreuve / Édition                   | Individuel | Sprint | Poursuite                        | Relais |
| Jeux olympiques 1998 Nagano         | -          | 33e    | Épreuve inexistante à cette date | 15e    |
| Jeux olympiques 2002 Salt Lake City | 55e        | -      | -                                | 15e    |

### Championnats du monde
| Épreuve / Édition                 | individuel                       | Sprint                           | Poursuite | Départ en masse                  | Relais                           | Course par équipes               |
| Mondiaux 1995 Osrblie             | 70e                              | 44e                              | -         | Épreuve inexistante à cette date | 8e                               | 13e                              |
| Mondiaux 1996 Osrblie             | 20e                              | -                                | -         | Épreuve inexistante à cette date | 14e                              | -                                |
| Mondiaux 1997 Osrblie             | 41e                              | -                                | -         | Épreuve inexistante à cette date | 9e                               | -                                |
| Mondiaux 1998 Pokljuka Hochfilzen | Épreuve inexistante à cette date | Épreuve inexistante à cette date | 36e       | Épreuve inexistante à cette date | Épreuve inexistante à cette date | 10e                              |
| Mondiaux 1999 Kontiolahti Oslo    | 60e                              | 48e                              | -         | -                                | 12e                              | Épreuve inexistante à cette date |
| Mondiaux 2000 Oslo                | 61e                              | 57e                              |           | -                                | LAP                              | Épreuve inexistante à cette date |

Légende :

 : épreuve inexistante à cette date

LAP : a pris un tour de retard

— : pas de participation à cette épreuve.

### Coupe du monde
- Meilleur classement général : 54e en 1998.
- Meilleur résultat individuel : 9e.

#### Classements annuels
| Année | Classement général final |
| 1996  | 66e                      |
| 1998  | 54e                      |

### Championnats du monde de biathlon d'été
- Médaille de bronze du relais en 2000.